# Perkmistr
Perkmistr (viničních hor) nebo také hormistr byl původně královský, později městský úředník, který měl na starosti označování pozemků vhodných k zakládání vinohradů, vykonával jurisdikci nad trestnými činy v prostoru vinohradů, dohlížel na majetkové transakce spojené s vinicemi a řešil spory týkající se hranic zemědělských pozemků, nejen vinic. Na Moravě je funkce písemně doložena už ve 13. století, v Čechách o století později.

## Historie úřadu a jeho kompetence

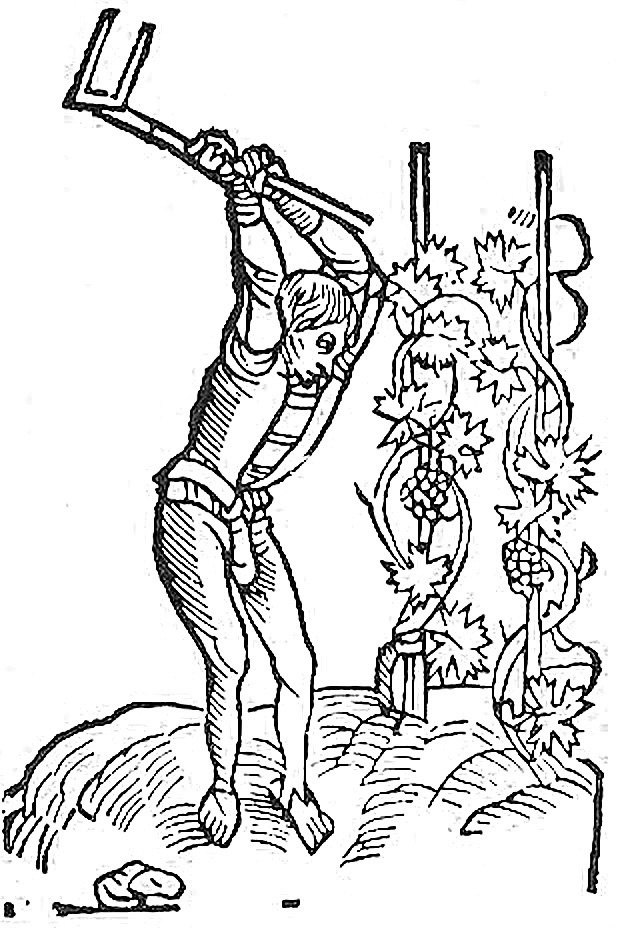
Okopávání vinice, 1493

V roce 1266 ustanovil olomoucký biskup Bruno ze Schauenburku perkmistrem vinic v Kroměříži tamního měšťana Konráda z Landsperku. To je první zmínka u tomto úřadu na území Čech a Moravy. Název úřadu je odvozený z německého Bergmeister. V německé jazykové oblasti se s perkmistrem setkáváme rovněž, lze uvést např. Vídeň nebo Bavorsko.
Ve středověku zavedly pěstování vinné révy v Čechách kláštery a další církevní instituce. Dělo se tak od 10. století. Od 13. století se ojediněle zakládaly vinohrady i v okolí nově zakládaných královských měst. Až teprve Karel IV. dvěma listinami z roku 1358 zavedl do vinohradnictví řád. První z nich z 16. února bylo určené pro Staré Město pražské. Panovník v něm nařizoval všem, kdo vlastnili pozemky vhodné k vysazení vinic, aby začali do 14 dnů. Nad těmito pracemi měl dohlížet perkmistr. Ve druhé listině z 12. května téhož roku rozšířil král nařízení o vysazování vinic na celé království. Staroměstský perkmistr měl dohlížet na viniční hospodaření v celé zemi. Protože však s pěstováním vína neměli měšťané zkušenosti, začalo se s ním většinou mnohem později. V Žatci např. jsou vinice písemně doložené až roku 1380, ve stejném roce i v Lounech.
Působnost pražského perkmistra však zřejmě zůstala omezena převážně na hlavní město. Až na jednu výjimku není známý doklad o jeho aktivitě vůči ostatním královským městům. Tou je povolení dvěma žateckým měšťanům založit vinici u Staňkovic. Listina je obsažena v žatecké formulářové sbírce, není datovaná a jméno pražského perkmistra je nahrazeno iniciálou „N“. V českých královských městech postupně vznikly samostatné perkmistrovské úřady. Písemně je to doloženo v Litoměřicích, ve Slaném,  v Žatci, ve Stříbře a v Kadani. Podrobně jsou dějiny perkmistrovského úřadu zpracovány jen pro dvě města: Prahu a Louny.

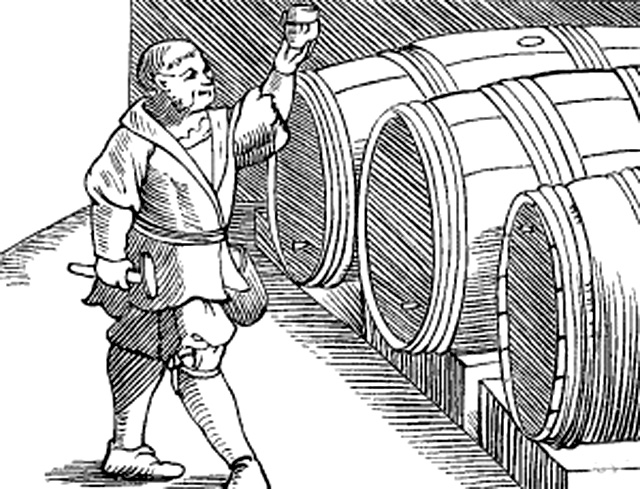
Degustace, 1549

Zatímco v Praze je funkce perkmistra ustanovena už v králově privilegiu z roku 1358, doba vzniku tohoto úřadu v jiných českých městech známa není. Jedinou výjimku tvoří Žatec. V roce 1399 udělil Václav IV. městu viniční právo, v němž měšťanům povolil každoročně či podle potřeby jmenovat vlastního perkmistra. V pojetí Karla IV. měl perkmistrovský úřad zeměpanský charakter, ještě ve 14. století ale zřejmě přešel do městské kompetence.
Nejstarší doklad o perkmistrech v Lounech pochází z roku 1545, kdy byli do funkce jmenováni městskou radou. Po potlačení stavovského odboje vydal roku 1547 Ferdinand I. Habsburský pro Prahu, Žatec a Louny listinu, ve které si ponechal jmenování perkmistra ve své kompetenci. S rozvojem vinařství ve 2. polovině 16. století si však právo jmenovat perkmistra převzala opět královská města.
V Praze jmenovali perkmistra staroměstští konšelé. Býval to zpravidla člen městské rady a jeho funkční období trvalo dva až tři roky. Perkmistr měl od roku 1404 k ruce čtyři konšely, po roce 1547 byl jejich počet zvýšen na osm. Perkmistr měl k dispozici písaře a měřiče, kteří také museli mít městské právo. Měřič je doložený už v 15. století, kdy se v městských knihách označuje jako „mensurator vinearum“. Do perkmistrovského úřadu zde patřili rovněž přísežní vinaři, kteří měli postavení cechmistrů. Do roku 1753 vzniklo v Praze 214 svazků perkmistrovských register. Až do konce existence úřadu v 18. století úřadovali perkmistři ve svých domech, úřední dny nebyly vymezeny.

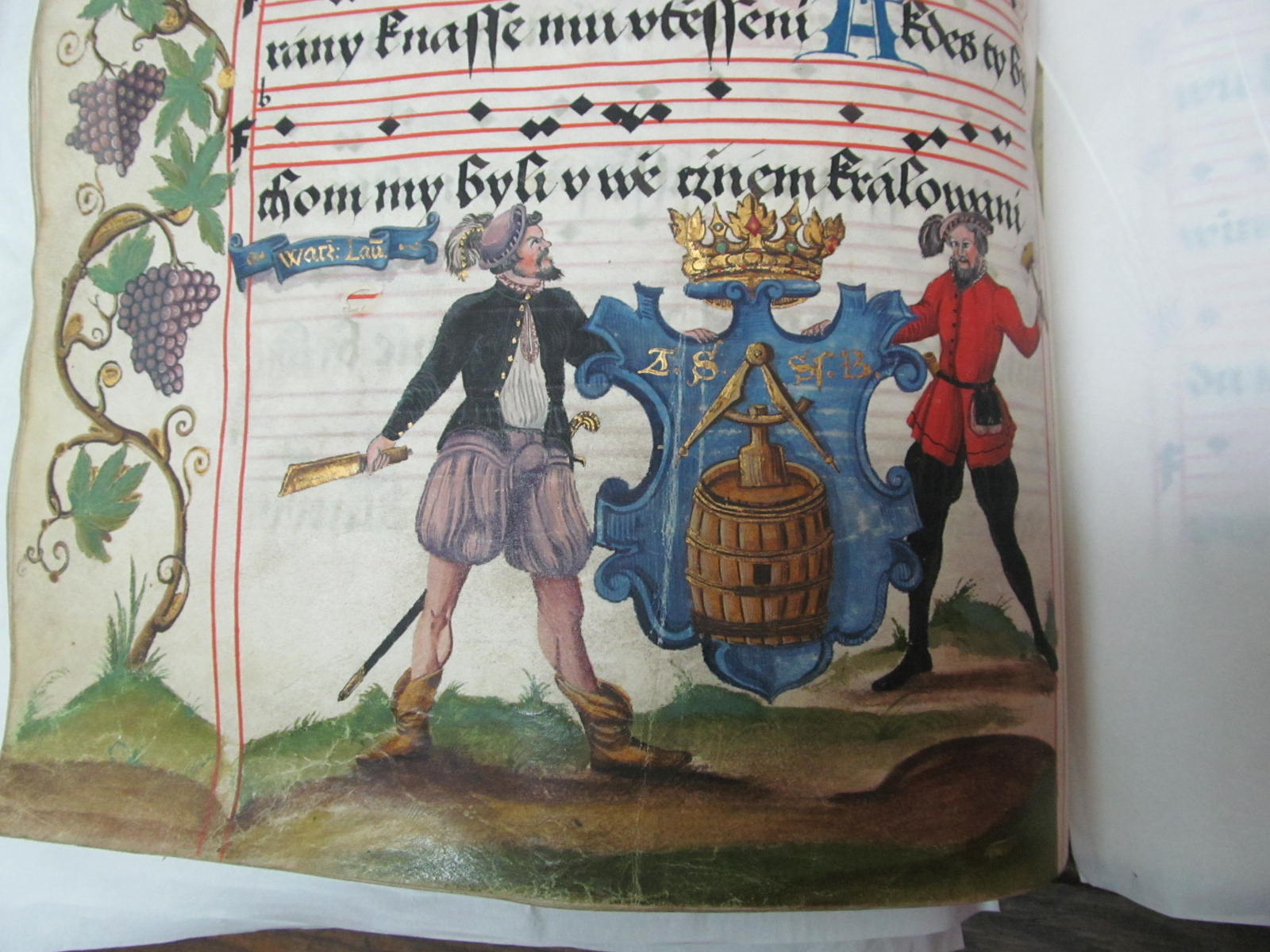
Vinná réva, sud na víno, vinař a bednář, graduál města Loun, 1563

 V Lounech, které byly v 16.–18. století kolem dokola obklopeny vinohrady, byla situace odlišná. Perkmistři se ustanovovali jednou do roka zároveň s instalací dalších městských úřadů. Jejich počet kolísal mezi třemi a šesti, nejčastěji byli jmenováni čtyři. Do poloviny 17. století se perkmistrovský úřad skládal ze dvou konšelů, obecního staršího a zástupce obce. Zatímco v Praze vykonával pro perkmistrovský úřad geodetické práce měřič, v Lounech to byl „obecní vážný“. Ten opatroval úřední provaz o délce 52 loktů (30,8 m) a za odměnu vykonával pro perkmistry také různé pochůzky. Perkmistrovský úřad vedl, stejně jako v Praze, samostatná registra. Neměl však vlastního písaře; do knih, které se dochovaly tři z let 1564–1778, zapisovali sami perkmistři. Perkmistři z řad konšelů se rekrutovali nejčastěji z místní majetkové elity. Bylo běžné, že úřad vykonávali několik let po sobě.
Kompetence perkmistrů v Praze a Lounech byly značně odlišné a samozřejmě časem procházely proměnou. Pražští perkmistři vedli tzv. viniční knihy, kam se zapisovaly majetkové transakce s vinohrady, a vybírali z nich daně. Tyto dva atributy úřadu v Lounech absentují. Zde měli perkmistři na starosti organizaci práce ve vinohradech, stanovovali odměny dělníkům na vinicích, ve spolupráci s městským rychtářem trestali drobnou hospodářskou kriminalitu (nejčastěji pych) v areálu viničních hor. Největší část agendy lounských perkmistrů tvořily spory o hranice zemědělských pozemků, a to nikoliv jen vinic. Tuto agendu perkmistrům uložila instrukce z roku 1589, vydaná městskou radou, která upravovala viniční hospodaření na pozemcích patřících městu a jeho obyvatelům. S postupným zánikem pěstování vinné révy perkmistrovský úřad v poslední čtvrtině 18. století zanikl.